# Мельников, Андрей Павлович
Андре́й Па́влович Ме́льников (1 (13) июня 1855, Нижний Новгород — 16 июля 1930, там же) — российский краевед, фольклорист, этнограф, художник и архивариус; сын писателя Павла Мельникова-Печерского.

## Биография

### Ранняя жизнь и учёба
Родился 1 (13) июня 1855 года в Нижнем Новгороде в семье писателя Павла Ивановича Мельникова-Печерского и Елены Андреевны Рубинской. Получил домашнее образование, а после переезда семьи в Москву учился в 1-й Московской гимназии, в которой окончил только три класса. С детства интересовался живописью, а также Востоком — в возрасте 14 лет собирался сбежать из дома в Индию, чтобы овладеть искусством факиров.

После окончания гимназии поступил в Московское училище живописи, ваяния и зодчества, где за одну из картин был награждён серебряной медалью. Позднее сам Мельников вспоминал о периоде ученичества в Москве: 
В училище ближайшими товарищами были впоследствии крупные известности, как Левитан, Нестеров, Клавдий Лебедев, Рябушкин, и в числе преподавателей — знаменитый В. Г. Перов, у которого я был учеником и в то же время находился с ним в дружеских отношениях.
 Из соучеников Мельникова был особенно дружен с Михаилом Нестеровым, который в дальнейшем неоднократно заезжал в гости к жившему в Нижнем Новгороде Андрею Павловичу, направляясь в родную Уфу. В тот же период Василий Перов написал портрет Мельникова маслом, который с 1940 года хранится в Башкирском государственном художественном музее. После окончания московского училища поступил в 1883 году в Петербургскую академию художеств, но вскоре был вынужден оставить учёбу из-за окончившейся отсрочки от армии, получив лишь самое низшее звание неклассного художника.

### Возвращение в Нижний Новгород
В том же 1883 году умер отец Андрея Павловича, и тому пришлось вернуться к матери в Нижний Новгород. В течение первых лет после переезда нигде не служил, жил попеременно в Нижнем Новгороде и материнском поместье в Ляхове, которым не слишком успешно пытался управлять. По собственным воспоминаниям, «был очарован восхитительной природой Поволжья». Ездил по Волге и Оке, писал многочисленные пейзажи. Стал одним из учредителей Нижегородского общества любителей художеств. Принимал участие в первой в Нижнем Новгороде художественной выставке, состоявшейся в 1885 году, где на его пейзажи обратил внимание Владимир Галактионович Короленко. В конце жизни, 1 марта 1928 года Нижегородское научное общество по изучению местного края отмечало, что «в местном историко-бытовом музее и музее краеведческом находится до 100 рисунков» Мельникова. Однако, из-за болезни глаз был вынужден прекратить заниматься живописью. По собственным словам Андрея Павловича, это «составляло весь трагизм его жизни».

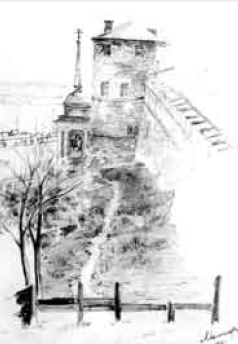
Белая башня Нижегородского кремля. Рисунок А. П. Мельникова. Бумага, свинцовый карандаш. 1891

### В императорской России
Вынужденно оставив живопись, Мельников переключился на краеведение, стал изучать архивные материалы. Уже в 1896 году в типографии Нижегородского губернского правления вышла составленная Андреем Павловичем объёмистая книга под заглавием «Нижний Новгород и Нижегородская губерния. Памятная книжка и путеводитель по городу», в которой содержалось также этнографическое описание региона — фактически первое в истории. В последующие годы Мельников написал и опубликовал множество статей и несколько книг, посвящённых истории, этнографии и легендам Нижегородской губернии. Он писал на самые разные темы: о легенде о разбойниках и кладах у села Воскресенского, о походах Ивана Грозного на Казань, о заволжских старообрядческих скитах, о легендах об озере Светлояр, о свадебных обрядах, о лечебных заговорах и много о чём ещё. Деятельность Андрея Павловича не осталась незамеченной — в императорской России он был членом многих общественных организаций: Московского археологического института, Императорского Русского военно-исторического общества, Нижегородской епархиальной церковно-археологической комиссии, Ярославской археологической комиссии. С 1888 по 1918 год был членом, а в 1910—1911 годах — правителем Нижегородской губернской учёной архивной комиссии. Был членом-секретарём Нижегородского отдела Российского общества покровительства животных. Известность Мельникова перешагнула не только границы Нижегородской губернии и Поволжья, но даже и России — по воспоминаниям Михаила Нестерова, Андрей Павлович публиковал свои изыскания даже в «каких-то американских газетах или журналах». В 1917 году он издал свой главный труд — книгу «Очерки бытовой истории Нижегородской ярмарки», посвящённый её столетию.

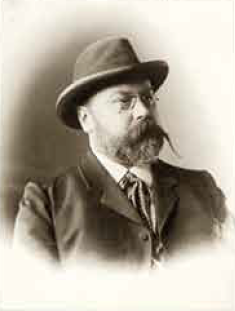
А. П. Мельников. Фото М. П. Дмитриева. 1907

Поскольку краеведческая деятельность не приносила дохода, в 1888 году Мельников был вынужден поступить на службу, и вплоть до 1917 года он занимал мелкую должность младшего чиновника особых поручений при нижегородских губернаторах. В 1894 году ему был присвоен чин губернского секретаря. С 1909 по 1917 год работал инспектором по делам печати, с 1913 по 1917 год был членом военно-цензурной комиссии, в 1915 году получил чин надворного советника. Однако до 1917 года из всех своих чиновничьих обязанностей наиболее плодотворно исполнял роль гида для заезжих высокопоставленных особ, в том числе, иностранцев. Благодаря своим краеведческим изысканиям, Мельников глубоко знал жизнь и обычаи Поволжья, и мог показать не только официальную сторону знаменитой Нижегородской ярмарки, но и провести гостей по самым малоизвестным широкой общественности местам от Нижнего Новгорода до Каспийского моря, свозить важных особ за Волгу, на Керженец, озеро Светлояр, по местам, где раньше располагались тайные старообрядческие скиты. Благодаря знанию множества иностранных языков — мог как изучать неопубликованные на русском тексты, так и общаться с зарубежными гостями (согласно собственноручно заполненной анкете, Андрей Павлович владел французским, немецким, латинским, греческим, древнееврейским и санскритским языками).

### В послереволюционной России
После Февральской революции 1917 года сохранил свой пост, хоть и несколько переименованный — с марта по октябрь Мельников исполнял должность чиновника особых поручений при нижегородском губернском комиссаре Временного правительства. Будучи буддистом по своим убеждениям, равнодушно воспринял общественные перемены, произошедшие после Октябрьской революции. С 1918 года был архивариусом Архива революции, который сам же и основал, а потом передал в ведение ЧК/ГПУ. В этом качестве как приводил в порядок следственные дела ЧК, так и занимался разбором архивов старых дворянских фамилий Орловых-Давыдовых, Шереметевых и других. В 1920-е годы одновременно с архивным делом преподавал Нижегородском педагогическом институте и Нижегородском государственном университете — читал курсы по этнографии, фольклористике, вёл спецкурс «История местного края». Принимал участие в создании Литературного музея имени Горького.

По свидетельству Сергея Дурылина, в 1920-е годы по популярности и известности мог соперничать в Нижнем Новгороде только с Максимом Горьким: 
Извозчика, бывало, нанимаешь на вокзале: «К Андрею Павловичу!» — и везут.
Скончался в Нижнем Новгороде 16 июля 1930 года.

## Выборочная библиография
Андрей Павлович Мельников является автором большого количества статей и книг, среди которых наиболее значимыми являются:
- Очерки Поветлужья // Нижегородские губернские ведомости. — 1890. — № 15, 17, 18.
- Из секретной переписки старообрядцев // Действия Нижегородской губернской учёной архивной комиссии. — Нижний Новгород, 1890. — Т. 1, вып. 8. — С. 383—385.
- К характеристике быта раскольничьих общин начала XIX века // Действия Нижегородской губернской учёной архивной комиссии. — Нижний Новгород, 1891. — Т. 1, вып. 10. — С. 496—510.
- Из прошлого Присурского края» (Действия Нижегородской губернской учёной архивной комиссии). — Нижний Новгород, 1891. — № 11. — С. 608—614.
- Девичьи горы (Из монастырских преданий) // Нижегородские губернские ведомости. — 1892. — № 40.
- Лесная глушь (картины Поволжья) // Нижегородские губернские ведомости. — 1893. — № 49.
- Этнографический очерк Нижегородской губернии // Нижний Новгород и Нижегородская губерния: Памятная книжка на 1896 год и путеводитель по городу. — Нижний Новгород: Типография губернского правления, 1896. — С. 84—126.
- Исторический очерк Нижегородского края // Нижегородский край: Адресная и справочная книга города Нижнего Новгорода и Нижегородской губернии на 1900 год. — Типография губернского правления, 1899. — С. 1—50.
- Опись делам Арзамасского городского магистрата о выборах на общественные должности // Действия Нижегородской губернской учёной архивной комиссии. — Нижний Новгород, 1900. — Т. 4: Сборник статей, сообщений, описей и документов. — С. 147—155.
- Иоасаф Царевич (Из старообрядческой поэзии) // Нижегородские губернские ведомости. — 1900. — № 3.
- Знахарская медицина, ворожба и заговоры в Нижегородском крае // Нижегородский край: Адресная и справочная книга Нижнего Новгорода и Нижегородской губернии. — Нижний Новгород, 1901. — С. 19—24.
- Ратовские документы // Действия Нижегородской губернской учёной архивной комиссии. — Нижний Новгород, 1903. — Т. 5: Сборник статей, сообщений, описей и документов. — С. 1—12.
- К трёхсотлетию смутного времени // Нижний Новгород и Нижегородский край. — Москва, 1911.
- Очерки бытовой истории Нижегородской ярмарки. Столетие Нижегородской ярмарки (1817—1917). — Нижний Новгород, 1917. (переиздана в 1993)
- Нижегородская старина: Путеводитель в помощь экскурсантам. — Нижний Новгород, 1923.

## Некоторые картины

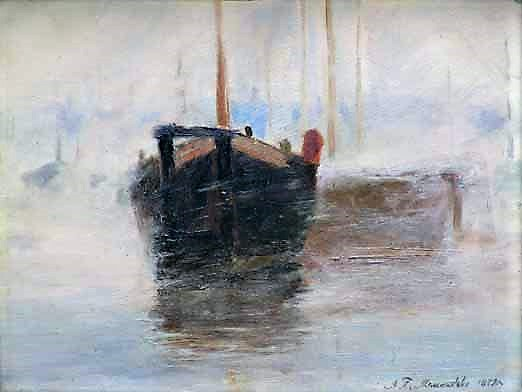
Корабли
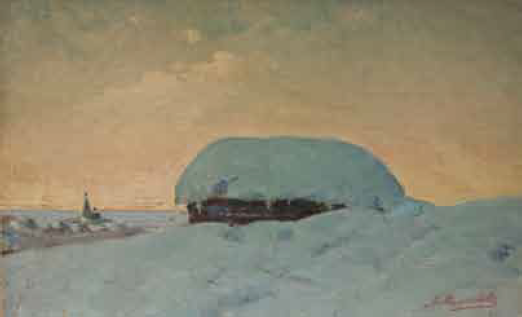
Зимний пейзаж
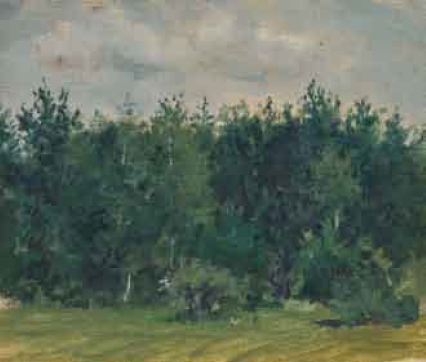
Лесок
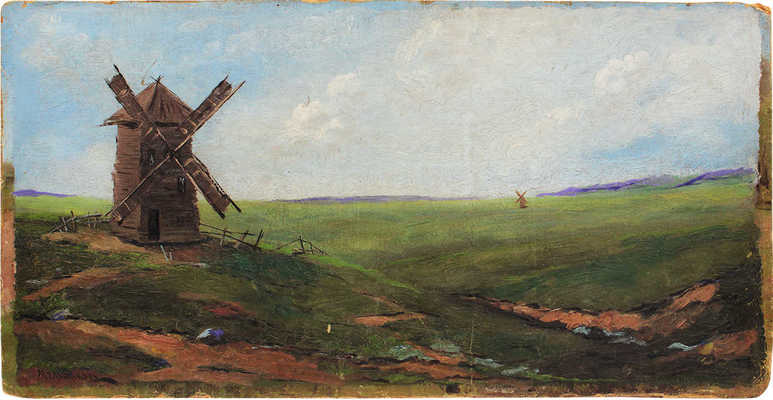
Пейзаж с ветряной мельницей